# Anton Brennsteiner
Anton Brennsteiner (* 1. Oktober 1930 in Piesendorf, Salzburg; † 24. Dezember 2014 in Mittersill, Salzburg) war ein österreichischer Hauptschuldirektor und Politiker (SPÖ). Brennsteiner war zwischen 1982 und 1992 Abgeordneter zum Österreichischen Nationalrat.

## Ausbildung und Beruf
Brennsteiner besuchte nach der Volksschule die Hauptschule und danach von 1944 bis 1949 die Lehrerbildungsanstalt, die er mit der Matura abschloss. 1951 legte er die Prüfung für das Lehramt für Volksschulen ab, 1954 erwarb er die Lehrberechtigung für Hauptschulen in den Fächern Deutsch, Geschichte und Geographie. Brennsteiner war ab 1949 Volksschullehrer und ab 1954 als Hauptschullehrer tätig, 1963 stieg er zum Hauptschuldirektor auf, wobei er nebenamtlich auch als Berufsschullehrer und AHS-Lehrer tätig war. 1980 wurde er zum Oberschulrat ernannt.

## Politik
Brennsteiner engagierte sich zwischen 1954 und 1981 als Personalvertreter und war zwischen 1963 und 1988 im Bezirksvorstand des Österreichischen Gewerkschaftsbundes Zell am See aktiv. Zwischen 1965 und 1988 hatte er zudem das Amt des Bezirksobmanns inne, 1988 wurde er zum Ehrenvorsitzenden des Sozialistischen Lehrervereins Österreich im Bezirk Pinzgau ernannt. Brennsteiner war darüber hinaus von 1964 bis 1969 Mitglied des Bezirksschulrates und ab 1969 Mitglied des Landesschulrates. Des Weiteren engagierte sich Brennsteiner von 1961 bis 1964 als Gemeindevertreter von Mittersill, war von 1964 bis 1965 Mitglied des Gemeinderates sowie zwischen 1969 und 1979 Vizebürgermeister von Uttendorf. Zudem war er von 1969 bis 1989 Gemeinderat in Uttendorf und ab 1989 Gemeindevertreter von Uttendorf. Innerparteilich hatte er von 1967 bis 1982 die Funktion des Ortsparteivorsitzenden der SPÖ Uttendorf inne, zudem war er ab 1982 Bezirksparteivorsitzender der SPÖ Pinzgau.
Brennsteiner war vom 27. April 1982 bis zum 31. März 1992 Abgeordneter zum Nationalrat.

## Auszeichnungen
- 1990: Großes Silbernes Ehrenzeichen für Verdienste um die Republik Österreich[2]